# Diócesis de Atambua
La diócesis de Atambua (en latín: Dioecesis Atambuen(sis) y en indonesio: Keuskupan Denpasar) es una circunscripción eclesiástica latina de la Iglesia católica en Indonesia, sufragánea de la arquidiócesis de Kupang. La diócesis tiene al obispo Dominikus Saku como su ordinario desde el 2 de junio de 2007.

## Territorio y organización
La diócesis tiene 5177 km² y extiende su jurisdicción sobre los fieles católicos de rito latino residentes en la provincia de Islas menores de la Sonda orientales en las regencias de Belu, Timor Centro Norte y Malacca.
La sede de la diócesis se encuentra en la ciudad de Atambua, en donde se halla la Catedral de la Inmaculada Concepción de la Virgen María.
En 2020 en la diócesis existían 67 parroquias.

## Historia
El vicariato apostólico de Timor Holandés fue erigido el 25 de mayo de 1936 con la bula Ad Christi Evangelium del papa Pío XI, obteniendo el territorio del vicariato apostólico de las Islas Menores de la Sonda (hoy arquidiócesis de Ende). Incluía, además de Timor Occidental, las islas de Roti, Savu, Pantar y Alor.
El 11 de noviembre de 1948 asumió el nombre de vicariato apostólico de Atambua.
El 8 de marzo de 1951 cedió una parte de su territorio, incluidas las islas de Pantar y Alor, para la erección del vicariato apostólico de Larantuka (hoy diócesis de Larantuka) mediante la bula Omnium Ecclesiarum del papa Pío XII.
El 3 de enero de 1961 el vicariato apostólico fue elevado a diócesis con la bula Quod Christus del papa Juan XXIII. Originalmente era sufragánea de la arquidiócesis de Ende.
El 13 de abril de 1967 cedió una parte de su territorio para la erección de la diócesis de Kupang (hoy arquidiócesis) mediante la bula Sanctorum mater del papa Pablo VI.
El 23 de octubre de 1989 pasó a formar parte de la nueva provincia eclesiástica de la arquidiócesis de Kupang.

## Estadísticas
De acuerdo al Anuario Pontificio 2021 la diócesis tenía a fines de 2020 un total de 556 179 fieles bautizados.
| Año                                                                             | Población            | Población | Población      | Sacerdotes | Sacerdotes    | Sacerdotes    | Bautizados por sacerdote | Diáconos permanentes | Religiosos | Religiosos | Parroquias |
| Año                                                                             | Bautizados católicos | Total     | % de católicos | Total      | Clero secular | Clero regular | Bautizados por sacerdote | Diáconos permanentes | Varones    | Mujeres    | Parroquias |
| ------------------------------------------------------------------------------- | -------------------- | --------- | -------------- | ---------- | ------------- | ------------- | ------------------------ | -------------------- | ---------- | ---------- | ---------- |
| 1950                                                                            | 87 184               | 533 300   | 16.3           | 38         |               | 38            | 2294                     |                      | 4          | 15         | 14         |
| 1970                                                                            | 216 539              | 270 951   | 79.9           | 46         | 2             | 44            | 4707                     | 1                    | 63         | 80         |            |
| 1980                                                                            | 276 928              | 313 048   | 88.5           | 57         | 12            | 45            | 4858                     |                      | 89         | 99         | 30         |
| 1990                                                                            | 365 741              | 394 499   | 92.7           | 69         | 36            | 33            | 5300                     |                      | 157        | 86         | 35         |
| 1999                                                                            | 409 230              | 438 827   | 93.3           | 109        | 71            | 38            | 3754                     |                      | 152        | 160        | 39         |
| 2000                                                                            | 421 715              | 451 912   | 93.3           | 104        | 64            | 40            | 4054                     |                      | 185        | 197        | 40         |
| 2001                                                                            | 427 519              | 456 720   | 93.6           | 108        | 66            | 42            | 3958                     |                      | 112        | 197        | 40         |
| 2002                                                                            | 442 400              | 472 150   | 93.7           | 126        | 70            | 56            | 3511                     |                      | 206        | 197        | 43         |
| 2003                                                                            | 462 734              | 487 767   | 94.9           | 123        | 75            | 48            | 3762                     |                      | 158        | 198        | 48         |
| 2004                                                                            | 475 775              | 493 044   | 96.5           | 132        | 81            | 51            | 3604                     |                      | 154        | 288        | 53         |
| 2006                                                                            | 478 508              | 503 508   | 95.0           | 143        | 94            | 49            | 3346                     |                      | 159        | 205        | 54         |
| 2012                                                                            | 553 712              | 561 000   | 98.7           | 184        | 130           | 54            | 3009                     |                      | 119        | 265        | 56         |
| 2015                                                                            | 536 127              | 624 267   | 85.9           | 216        | 145           | 71            | 2482                     |                      | 136        | 307        | 61         |
| 2018                                                                            | 551 820              | 649 820   | 84.9           | 224        | 148           | 76            | 2463                     |                      | 139        | 310        | 60         |
| 2020                                                                            | 556 179              | 663 420   | 83.8           | 220        | 155           | 65            | 2528                     |                      | 126        | 294        | 67         |
| Fuente: Catholic-Hierarchy, que a su vez toma los datos del Anuario Pontificio. |                      |           |                |            |               |               |                          |                      |            |            |            |

## Episcopologio
- Jacques Pessers, S.V.D. † (1 de junio de 1937-14 de noviembre de 1957 renunció)
- Theodorus van den Tillaart, S.V.D. † (14 de noviembre de 1957-3 de febrero de 1984 retirado)
- Anton Pain Ratu, S.V.D. (3 de febrero de 1984-2 de junio de 2007 retirado)
- Dominikus Saku, desde el 2 de junio de 2007